# HoYeon Jung
HoYeon Jung (Koreaans: 정호연) (Seoel, 23 juni 1994) is een Zuid-Koreaans fotomodel en actrice. Jung maakte op haar zestiende haar intrede in de modewereld. Ze verscheen op verschillende Koreaanse tijdschriften en modeshows. In 2016 verwierf ze internationale bekendheid nadat ze voor het merk Louis Vuitton op de catwalk liep. Later presenteerde ze ook voor de merken Marc Jacobs, Fendi, Alberta Ferretti, Dolce & Gabbana, Chanel, Burberry, H&M, Roberto Cavalli, Versace, DSquared² en Paco Rabanne. Op 13 januari 2020 werd bekend dat Jung een contract als actrice getekend had bij Saram Entertainment. Op 17 september 2021 maakte Jung haar acteerdebuut met de release van de Netflix-serie Squid Game. Op 10 oktober 2021 was Jung de populairste Koreaanse actrice op Instagram, met ongeveer 23,7 miljoen volgers.

## Filmografie

### Muziekvideo's
| Jaar | Productie                        | Artiest           | Duur | Ref.  |
| ---- | -------------------------------- | ----------------- | ---- | ----- |
| 2013 | "Going Crazy"                    | Lee Hyori         | 3:44 |       |
| 2014 | "Beat"                           | 100%              | 3:50 | [ 2 ] |
| 2014 | "Move"                           | Kim Yeon-woo      | 4:09 | [ 3 ] |
| 2019 | "The CHANEL Pharrell Collection" | Pharrell Williams | 3:20 | [ 4 ] |
| 2019 | "Taste of Acid"                  | Hot Potato        | 4:12 | [ 5 ] |

### Televisie
| Jaar | Productie  | Streamingdienst | Rol            | Ref.  |
| ---- | ---------- | --------------- | -------------- | ----- |
| 2021 | Squid Game | Netflix         | Kang Sae-byeok | [ 6 ] |
| 2024 | Disclaimer | Apple TV        |                |       |